# Софьин, Николай Степанович
Николай Степанович Софьин (род. 25 сентября 1938, Чернозерье, Тамбовская область) — спекальщик Павлодарского алюминиевого завода.

## Биография
Родился 25 сентября 1938 года в селе Чернозерье (ныне — Мокшанского района Пензенской области). В 1954 году окончил семилетнюю школу. Работал в колхозе.
В 1957 году был призван в ряды Советской армии. После службы в армии в 1959 году уехал работать в город Каменск-Уральский Свердловской области. Работал слесарем-монтажником стальных и железобетонных изделий. С 1964 по 1966 годы работал на Каменск-Уральском алюминиевом заводе бригадиром вращающихся печей спекания. Окончил школу рабочей молодежи.
В 1966 году по переводу уехал в город Павлодар Казахской ССР на пуск алюминиевого завода. Остался работать на этом заводе спекальщиком, бригадиром вращающихся печей, техником-спекальщиком.
Указом Президиума Верховного Совета СССР от 29 апреля 1986 года за выдающиеся производственные достижения, досрочное выполнение заданий одиннадцатой пятилетки и социалистических обязательств по добыче и выпуску цветных металлов и проявленную трудовую доблесть Софьину Николаю Степановичу было присвоено звание Героя Социалистического Труда с вручением ордена Ленина и золотой медали «Серп и Молот».
Активно участвовал в общественной жизни Павлодарской области. После распада СССР стал гражданином Республики Казахстан.
В 2003 году оформил гражданство Российской Федерации. В 2006 году переехал на постоянное место жительство в Россию, в родные края. Живёт в городе Пенза.
Несмотря на возраст, активно участвует в ветеранском движении, ведет плодотворную работу по патриотическому воспитанию молодого поколения пензенцев.
Награждён орденами Ленина, Октябрьской Революции, Трудового Красного Знамени, медалями. Лауреат Государственной премии Казахской ССР.